# 瑞辛納對話
瑞辛納對話（英語：The Raisina Dialogue）是每年在印度新德里舉行的多邊會議。自2016年成立以來，該會議已成為印度地緣政治和地緣經濟的旗艦會議。該會議由「獨立智庫觀察家研究基金會」( Observer Research Foundation, ORF) 與印度外交部合作主辦。
會議以多利益攸關方、跨部門討論的形式進行，包括國家元首、內閣部長和地方政府官員在內的全球政策制定者均參與其中。此外，對話會還歡迎私營部門的主要管理人員以及媒體和學術界人士參加。它是按照新加坡香格里拉對話的思路設計的。
「瑞辛納對話」的名稱來自新德里的一個高地「瑞辛納丘」，該地同時印度聯邦政府與印度總統府（Rashtrapati Bhavan）的所在地。

## 歷年會議

### 2016首屆會議
首届瑞辛納對話於2016年3月1日至3日举行。来自35个国家的100多名发言人出席，就「亚洲: 区域和全球互联互通」。2016年会议的重点是亚洲的物质、经济、人文和数字互联互通。各小组和讨论探讨了本区域管理其共同空间的机遇和挑战，以及在本世纪发展共同道路所需的全球伙伴关系。
本次會議也由於台灣問題，造成中國代表提出抗議。

### 2017會議

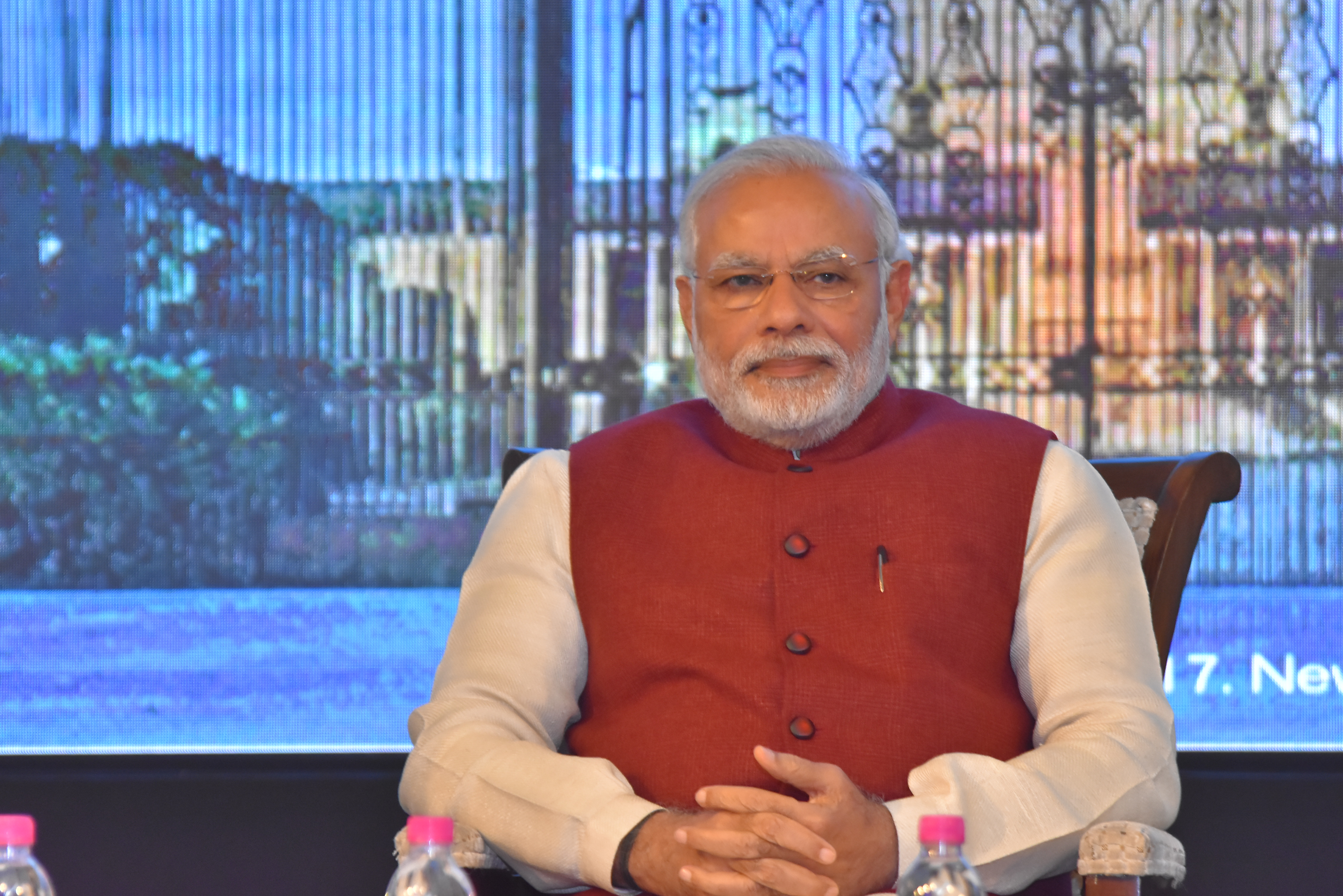
總理莫迪在2017年瑞辛納對話上

會議於1月17日至19日举行，共計来自65个国家的120多名发言人和多达800多名与会者。与会者讨论的主题是 「新常态。多极化的多边主义」。由印度总理纳伦德拉-莫迪宣布開幕本屆會議。其他知名发言人包括阿富汗前总统哈米德-卡尔扎伊、加拿大前总理斯蒂芬-哈珀、尼泊尔外交部长普拉卡什-沙兰-马哈特、英国。 英国外交和联邦事务大臣鲍里斯-约翰逊、法国总统外交顾问雅克-奥迪贝尔、美国海军欧洲和非洲司令米歇尔-霍华德上将、美国太平洋司令部司令哈利·B·哈里斯上将和印度陆军参谋长比平·拉瓦特将军。

### 2018會議
第三届會議於2018年1月16日至18日，在印度新德里泰姬陵宫酒店举行。
2018年会议的主题是「管理破壞性轉型：思想、機制和話語」。这一主题旨在探讨全球秩序内不断变化的动态；旧的关系需要新的方向，新兴的伙伴关系面临前所未有的限制，权力和主权的概念受到挑战。

### 2019會議
第四届會議於2019年1月8日至10日舉辦。会议的主题是 「新的地緣幾何學，流動夥伴關係及不確定的結果」。印度外交部长苏什玛-斯瓦拉杰在发言中写道：「当世界正在为不断变化的政治、经济和战略格局寻求解决方案时，世界重新秩序确实是一个恰当而及时的主题。我希望讨论能够促进对正在进行的地缘政治重新排序的坦诚讨论，并为我们指出创造性和创新性的解决方案」。
亞太地區媒體觀察注意到本年的印太戰略相關各方和以往強烈批評中國的姿態有所轉變。

### 2020會議
第五届於1月14日至16日举行，会议的主题是 「導航艾爾法世紀」，共有來自超過100個國家的700名國際與會者參加對話，此外，不包含印度，有12名外長出席對話。其中，由於美伊衝突引發中東局勢緊張，伊朗外交部長扎里夫(Mohammad Javad Zarif)出席對話，成為焦點。

### 2021會議
第6屆會議於4月13日至16日舉行，主題為「病毒世界：爆發、離群者和失控」，圍繞著多邊主義、確保供應鏈並使其多元化、全球「公共弊端」、假消息所帶來的「無真相世界」、綠色刺激及投資於性別、成長和發展等五大方向。
本次會議原訂實體舉行，但受到印度最近第二新冠病毒疫情迅速惡化，臨時改為線上舉辦，也導致原預定在對話場邊舉行、聚焦強化海上安全合作的印度、法國和澳洲外長三邊對話取消。
根據印度外交部資料，瑞辛納對話今年仍有來自50 個國家和多邊組織的150位主講者與會，且有來自80國或地區的2000多名參加者預先線上註冊與會。

### 2022會議
第七屆會議於2022年4月25日至4月27日舉行。該會議恢復了現場活動形式，主題為“熱情、不耐煩和危險”，探討了全球範圍內的地緣政治議題和當代挑戰。
歐盟委員會主席烏蘇拉·馮德萊恩和印度總理納倫德拉·莫迪是2022年瑞辛納對話的主要嘉賓。

### 2023會議
第八屆瑞辛納對話於2023年3月2日至4日舉行，主题是“挑衅、不确定性、动荡：暴风雨中的灯塔？” 在为期三天的活动中，来自全球的250多名决策者和思想领袖通过100场不同形式的对话进行互动，围绕五个主题支柱展开讨论：(1) 新叛乱：地域、领域、野心 (2) 非道德的马赛克：竞争、合作或取消 (iii) 混乱的代码：主权、安全、社会 (iv) 有害的护照：气候、公地、公民 (v) 灰犀牛：民主、依赖和债务陷阱。
義大利總理喬治亞·梅洛尼是此次對談的首席嘉賓，並與其他多位演講者和嘉賓一起參與討論全球關鍵議題。

### 2024會議
第九屆瑞幸納對話於2024年2月21日至23日舉行，主題是「衝突、競爭、合作、創造」。希臘總理基里亞科斯·米佐塔基斯為主賓。

### 2025會議
第十屆瑞辛納對話會於 2025 年 3 月 17 日至 19 日在新德里舉行，主題是“時空輪迴：人民、和平與地球”。新西蘭總理克里斯托弗·盧克森是主賓，他在開幕式上發表了主旨演講。美國國家情報總監圖爾西·加巴德以及其他多名美國情報官員也出席了此次活動。

## 出版物
瑞辛納對話每年出版一系列出版物，以确保就会议主题和重点进行持续对话。这些出版物包括《瑞辛納對話档案》，其中包括由知名发言者和代表撰写的评论。
此外，獨立智庫觀察家研究基金會还出版了《防务入门》和若干政策报告，以补充每次会议上的对话。

## 外部連結
- 瑞辛納對話官方網站 （页面存档备份，存于）